# Meister der Wiesbadener Heimsuchung
Als Meister der Wiesbadener Heimsuchung wird in der Kunstgeschichte ein Maler der oberitalienischen Renaissance bezeichnet, der um 1515 oder 1530 tätig war.
Den Notnamen vergab 1936 der deutsche Kunsthistoriker Hermann Voss. Voss war Kurator des Landesmuseum in Wiesbaden und hatte damals für dessen Sammlung das Tafelbild eines namentlich nicht bekannten Malers gekauft. Das großformatige Bild stellt die Heimsuchung Mariens dar und kam ursprünglich aus der Kirche San Giovanni Battista in Savona in Italien.
Nach italienischen Forschungen, die heute allgemein anerkannt sind, handelt es sich bei dem Meister der Wiesbadener Heimsuchung um Alberto Piazza da Lodi.